# Тупілаць (комуна)
Тупілаць, Тупілаці (рум. Tupilați) — комуна у повіті Нямц в Румунії. До складу комуни входять такі села (дані про населення за 2002 рік):
- Аремоая (139 осіб)
- Тотоєшть (285 осіб)
- Тупілаць (1953 особи)
- Ханул-Анкуцей (42 особи)

Комуна розташована на відстані 296 км на північ від Бухареста, 26 км на північний схід від П'ятра-Нямца, 72 км на захід від Ясс.

## Населення
За даними перепису населення 2002 року у комуні проживали 2419 осіб, усі — румуни.
Рідною мовою назвали:
| Мова      | Кількість осіб | Відсоток |
| --------- | -------------- | -------- |
| румунська | 2418           | > 99,9%  |
| угорська  | 1              | < 0,1%   |

Склад населення комуни за віросповіданням:
| Релігія       | Кількість осіб | Відсоток |
| ------------- | -------------- | -------- |
| православні   | 2143           | 88,6%    |
| римо-католики | 260            | 10,7%    |
| адвентисти    | 7              | 0,3%     |
| бретрени      | 5              | 0,2%     |
| старообрядці  | 3              | 0,1%     |
| п'ятдесятники | 1              | < 0,1%   |